# Extension du cimetière militaire britannique de Berks
L'extension du cimetière militaire britannique de Berks fait partie de la Commonwealth War Graves Commission (CWGC) en Belgique qui regroupe les cimetières des morts de la Première Guerre mondiale, situé à Ploegsteert, à Comines-Warneton là où se trouvait le front occidental.
Le Ploegsteert Memorial to the Missing se trouve au centre du cimetière et commémore plus de 11.000 militaires britanniques tombés au combat dans la région et dont la sépulture est inconnue. Un autre cimetière, beaucoup plus petit, est situé de l'autre côté de la route. Il s'agit du Hyde Park Corner (Royal Berks)

## Histoire
Ce cimetière a été créé en juin 1916 par les troupes du Commonwealth en tant qu'extension du cimetière Hyde Park Corner (Royal Berks). Après de violents combats au début de la guerre, le bois de la Hutte et le bois de Ploegsteert sont revenus au calme. Les unités venaient récupérer et s'entrainer ici avant de retourner aux opérations actives. 
A la fin de la guerre, l'extension du cimetière de Berks ne correspondait qu'à la parcelle I du cimetière actuel. Le terrain du cimetière a été attribué au Royaume-Uni à perpétuité par le roi Albert Ier de Belgique en reconnaissance des sacrifices consentis par l'Empire britannique dans la défense et la libération de la Belgique pendant la guerre.
En 1930, les parcelles II et III furent ajoutées afin d'incorporer les sépultures du cimetière militaire du chateau de Rosenberg situé à 1km au nord-ouest parce que ce terrain ne pouvait pas être cédé à perpétuité. Le design du cimetière a été conçu par Harold Chalton Bradshaw, qui a également conçu le Mémorial de Cambrai en France.

## Galerie

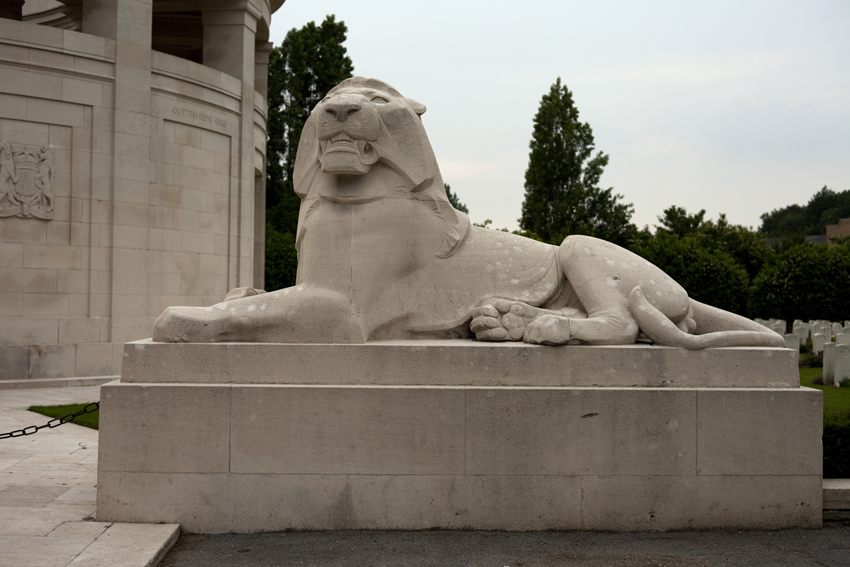
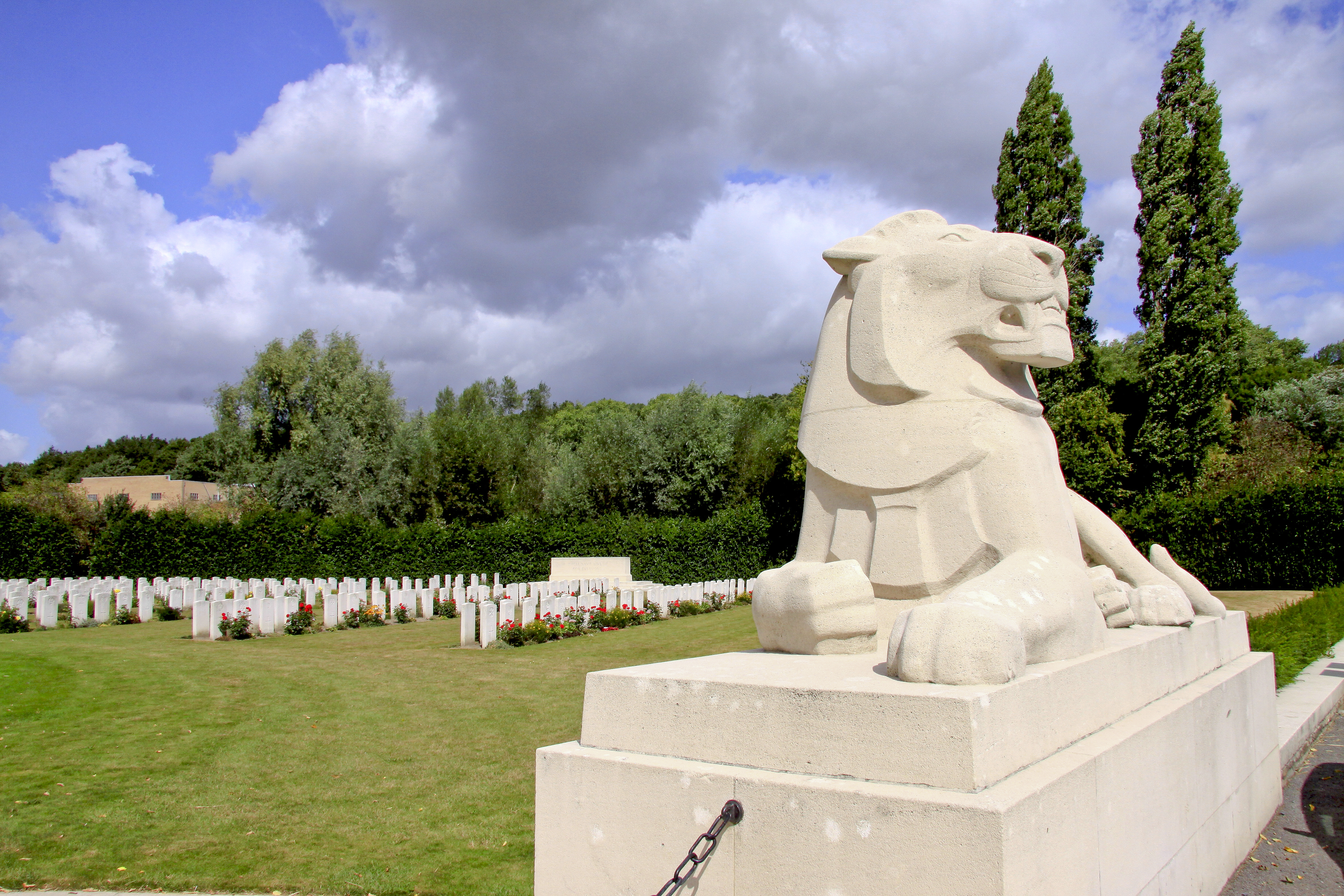
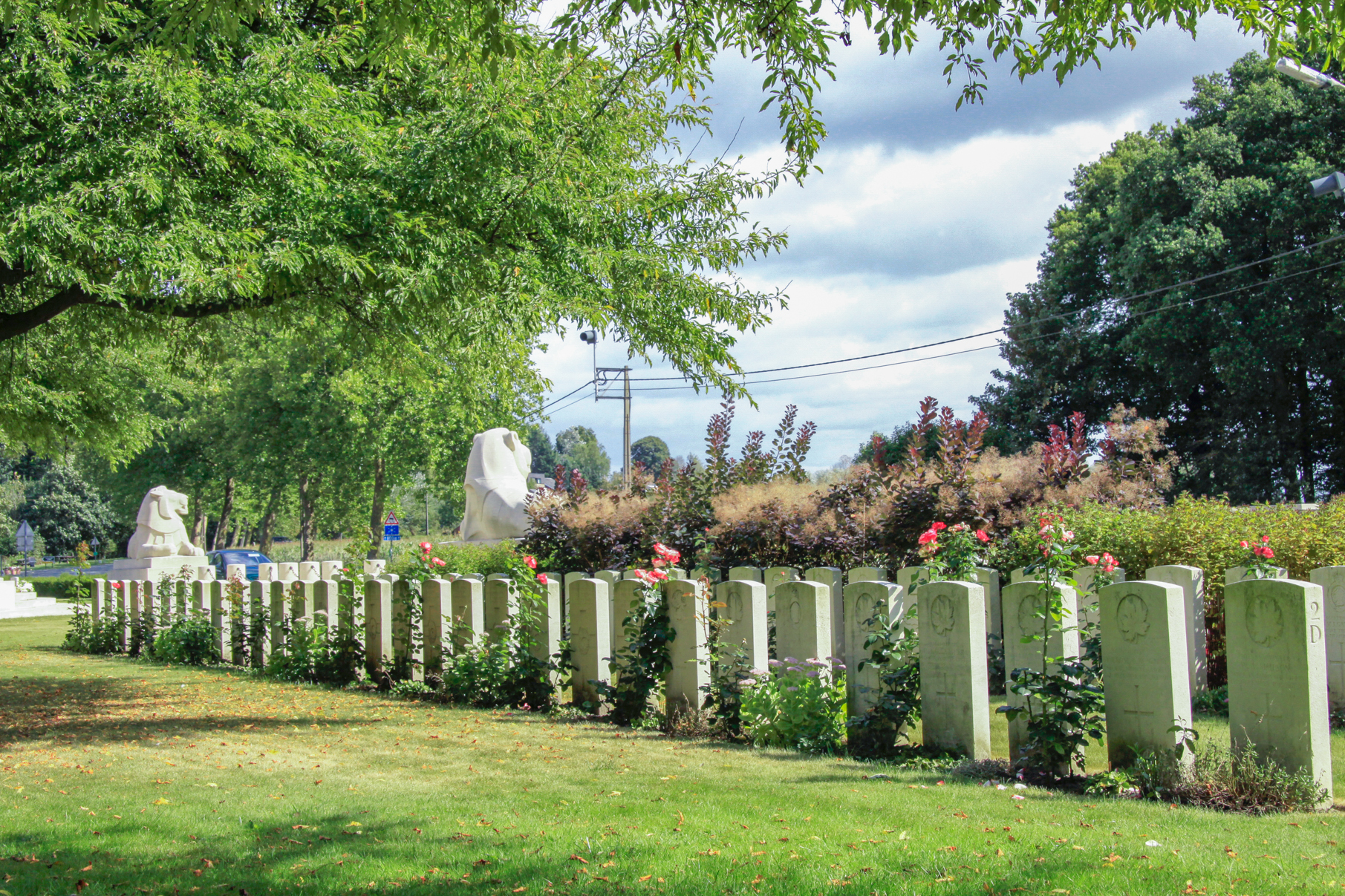
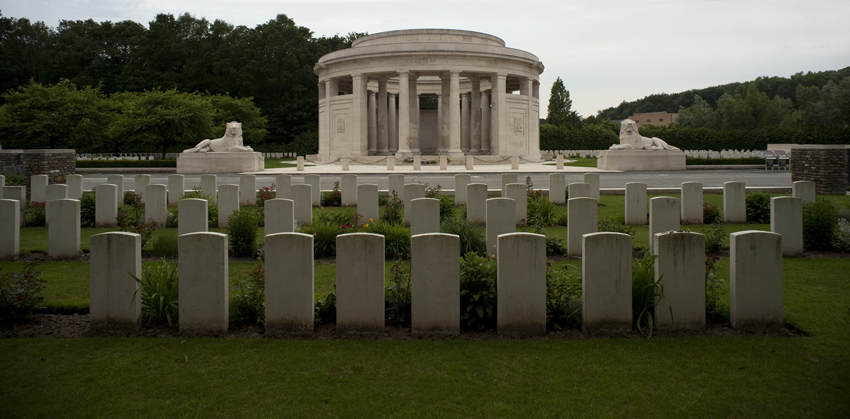
Berks Cemetery Extension and Ploegsteert Memorial to the Missing as seen from the Hyde Park Corner (Royal Berks) Cemetery across the road
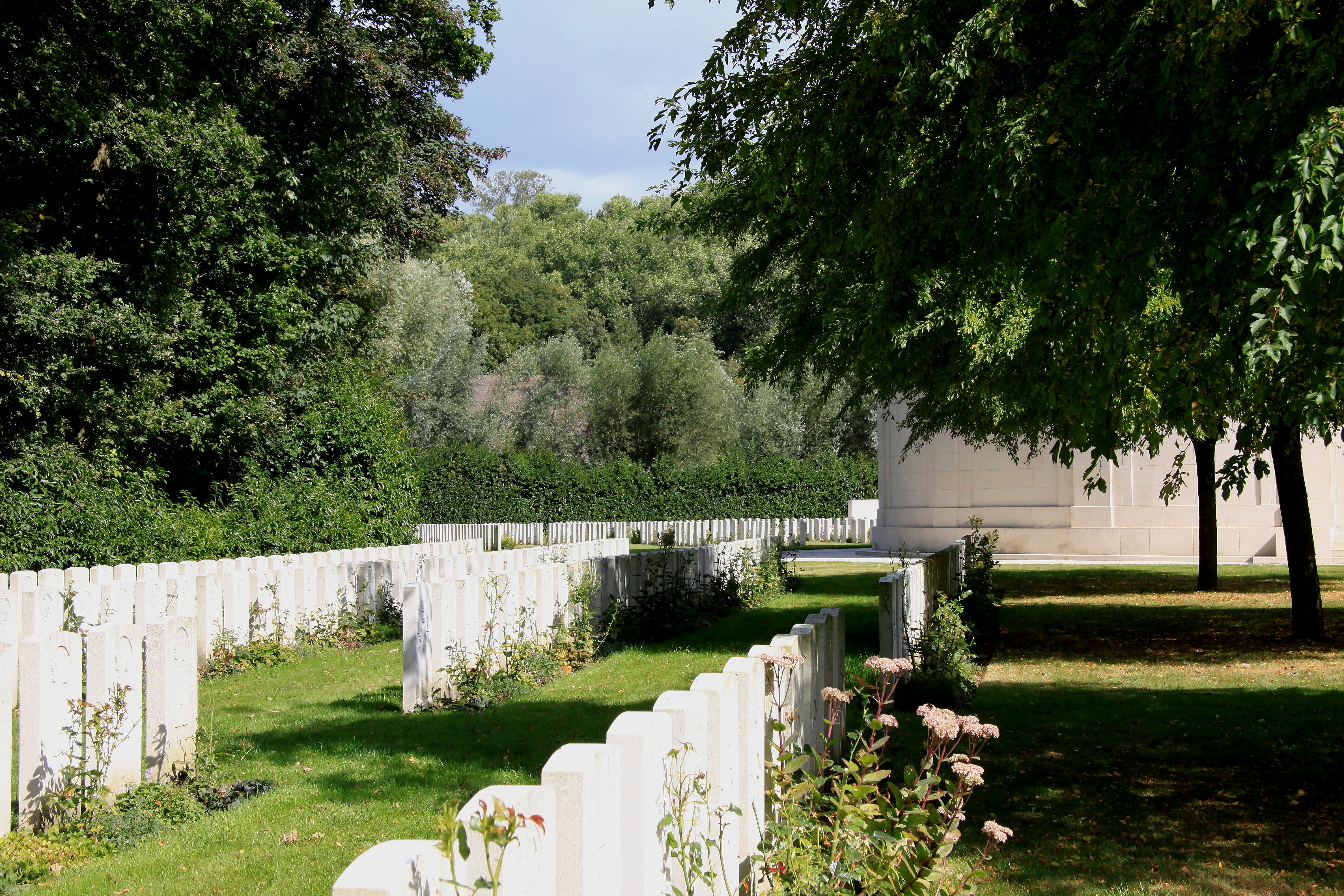